# Redvers
Redvers – miasto w Kanadzie w południowo-wschodniej części prowincji Saskatchewan. Jego powierzchnia wynosi 2,96 km², a populacja w 2011 roku 975 osób.
Miasto jest położone na skrzyżowaniu dróg prowincjalnych numer 8 i 13. W Redvers kończy się również linia kolejowa z Souris.
Nazwę miastu nadano na cześć generała Redversa Bullera (1839–1908), bohatera II wojny burskiej.

## Znane osoby
W Redvers urodzili się m.in.:
- Valerie Sweeting – curlerka
- Dean Kennedy – hokeista